# العلاقات السريلانكية الهايتية
العلاقات السريلانكية الهايتية هي العلاقات الثنائية التي تجمع بين سريلانكا وهايتي.

## مقارنة بين البلدين
هذه مقارنة عامة ومرجعية للدولتين:
| وجه المقارنة                                              | سريلانكا                         | هايتي                                |
| --------------------------------------------------------- | -------------------------------- | ------------------------------------ |
| المساحة (كم2)                                             | 65.61 ألف                        | 27.75 ألف                            |
| عدد السكان (نسمة)                                         | 21.44 مليون                      | 10.98 مليون                          |
| الكثافة السكانية (ن./كم²)                                 | 326.78                           | 395.68                               |
| العاصمة                                                   | سري جاياواردنابورا كوتي، كولمبو  | بورت أو برانس                        |
| اللغة الرسمية                                             | اللغة السنهالية، اللغة التاميلية | لغة فرنسية، اللغة الكريولية الهايتية |
| العملة                                                    | روبية سريلانكي                   | جوردة هايتية                         |
| الناتج المحلي الإجمالي (بليون دولار)                      | 87.17 مليار                      | 8.41 مليار                           |
| الناتج المحلي الإجمالي (تعادل القوة الشرائية) بليون دولار | 246.62 مليار                     | 18.82 مليار                          |
| الناتج المحلي الإجمالي الاسمي للفرد دولار أمريكي          | 3.93 ألف                         | 818                                  |
| الناتج المحلي الإجمالي للفرد دولار أمريكي                 | 11.11 ألف                        | 1.73 ألف                             |
| مؤشر التنمية البشرية                                      | 0.757                            | 0.483                                |
| رمز المكالمات الدولي                                      | +94                              | +509                                 |
| رمز الإنترنت                                              | .lk،                             | .ht                                  |
| المنطقة الزمنية                                           | ت ع م+05:30                      | 00                                   |

## منظمات دولية مشتركة
يشترك البلدان في عضوية مجموعة من المنظمات الدولية، منها:
| علم المنظمة | اسم المنظمة                               | تاريخ انضمام سريلانكا | تاريخ انضمام هايتي |
| ----------- | ----------------------------------------- | --------------------- | ------------------ |
|             | مؤسسة التنمية الدولية                     | 27 يونيو 1961         | 13 يونيو 1961      |
|             | يونسكو                                    | 14 نوفمبر 1949        | 18 نوفمبر 1946     |
|             | وكالة ضمان الاستثمار متعدد الأطراف        | 27 مايو 1988          | 11 ديسمبر 1996     |
|             | الأمم المتحدة                             | 14 ديسمبر 1955        | 24 أكتوبر 1945     |
|             | الاتحاد البريدي العالمي                   | ?                     | ?                  |
|             | البنك الدولي للإنشاء والتعمير             | 29 أغسطس 1950         | 8 سبتمبر 1953      |
|             | الاتحاد الدولي للاتصالات                  | 1897                  | 10 أكتوبر 1927     |
|             | منظمة حظر الأسلحة الكيميائية              | ?                     | ?                  |
|             | مؤسسة التمويل الدولية                     | 20 يوليو 1956         | 20 يوليو 1956      |
|             | المركز الدولي لتسوية المنازعات الاستشارية | 11 نوفمبر 1967        | 26 نوفمبر 2009     |
|             | منظمة التجارة العالمية                    | ?                     | ?                  |
|             | منظمة الشرطة الجنائية الدولية             | ?                     | ?                  |

## وصلات خارجية
- موقع وزارة الخارجية السريلانكية
- موقع وزارة الخارجية الهايتية